# Rough Diamond
『Rough Diamond』（ラフ ダイヤモンド）は、加藤和樹の1枚目のミニ・アルバムであり、アーティスト・デビュー作品である。

## 収録曲
1. WARNING
作詞・作曲：TAKESHI　編曲：3-5-2
2. 東京ダイヤモンド
作詞・作曲：田中明仁　編曲：3-5-2
3. 君とずっと
作詞：加藤和樹　作曲：日田一聡　編曲：木本ヤスオ
4. HIGHER DREAM
作詞：野口圭　作曲：宮垣憲一郎　編曲：内藤慎也
5. ライン
作詞：野口圭　作曲：前田英男　編曲：毛利泰士
6. 夢でいいから
作詞・作曲：高橋りきや　編曲：高橋りきや・市川洋介